# Meadows School of the Arts
L'Algur H. Meadows School of the Arts constitue la faculté des beaux-arts de l'université méthodiste du Sud, établie à University Park (Texas), aux États-Unis. L'institution est particulièrement réputée pour ses cursus en publicité, arts plastiques, histoire de l'art, administration des arts, cinéma, arts de la scène, journalisme, communication d'entreprise et relations publiques.
Fondée en 1917 sous la dénomination de School of Music, l'établissement évolue en 1964 pour devenir la Meadows School of the Arts, élargissant son offre académique aux domaines de l'art et du théâtre. C'est en 1969 que l'école acquiert son nom actuel, Algur H. Meadows School of the Arts, en reconnaissance du soutien d'Algur H. Meadows et de la Meadows Foundation,.